# Upper West
Upper West är en 119 meter hög skyskrapa i västra Berlin, belägen i City West i närheten av Kurfürstendamm, Gedächtniskirche och Bahnhof Zoo i stadsdelen Charlottenburg. Skyskrapan innehåller Hotel Motel One Berlin-Upper West med skybar One Lounge på våning 10 öppen för allmänheten samt hotellrum upp till våning 18, kontor samt en skybar på våning 33. Upper West är lika hög som grannskyskrapan Zoofenster. Arkitekt är Christoph Langhof och invigningen skedde 2017.

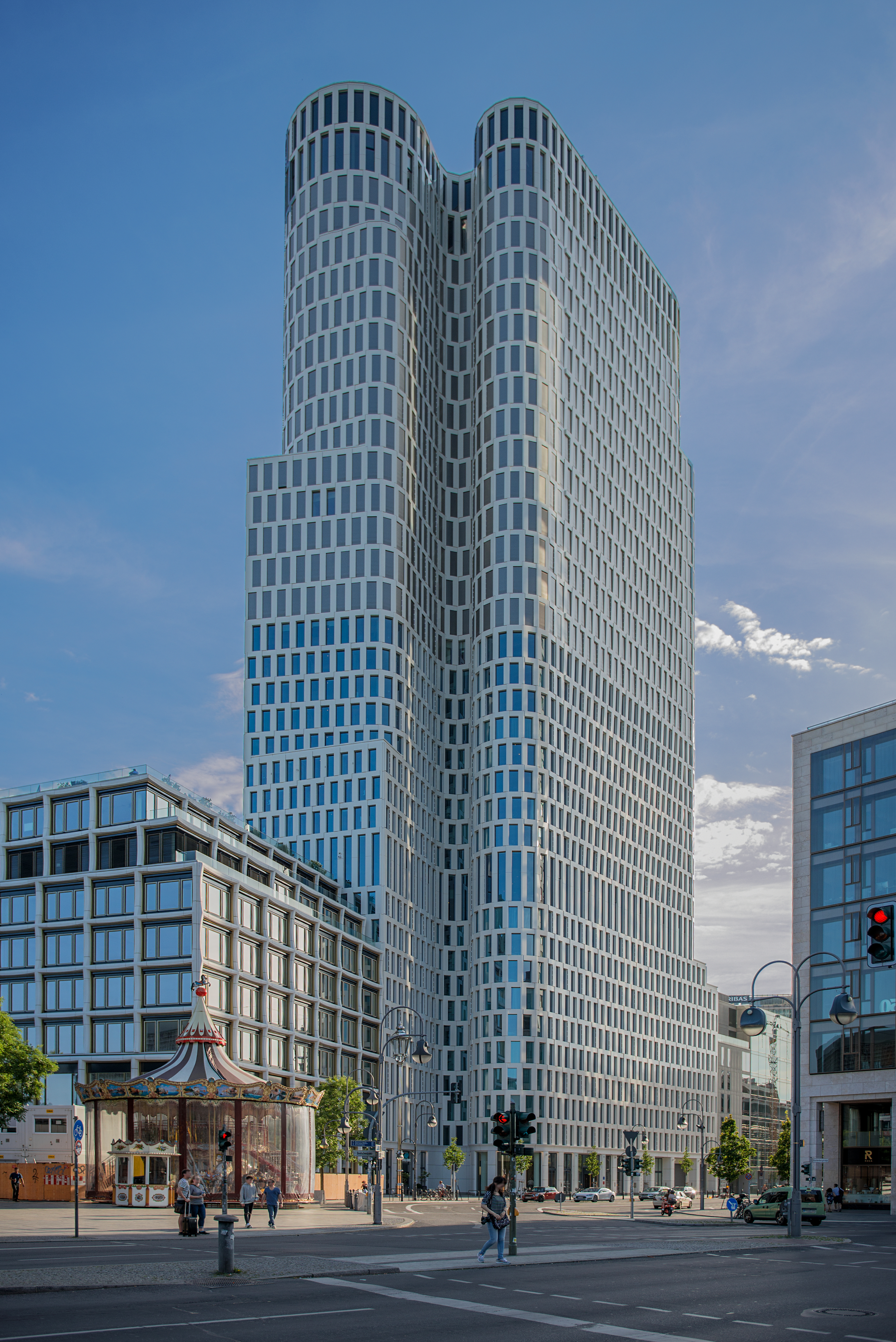
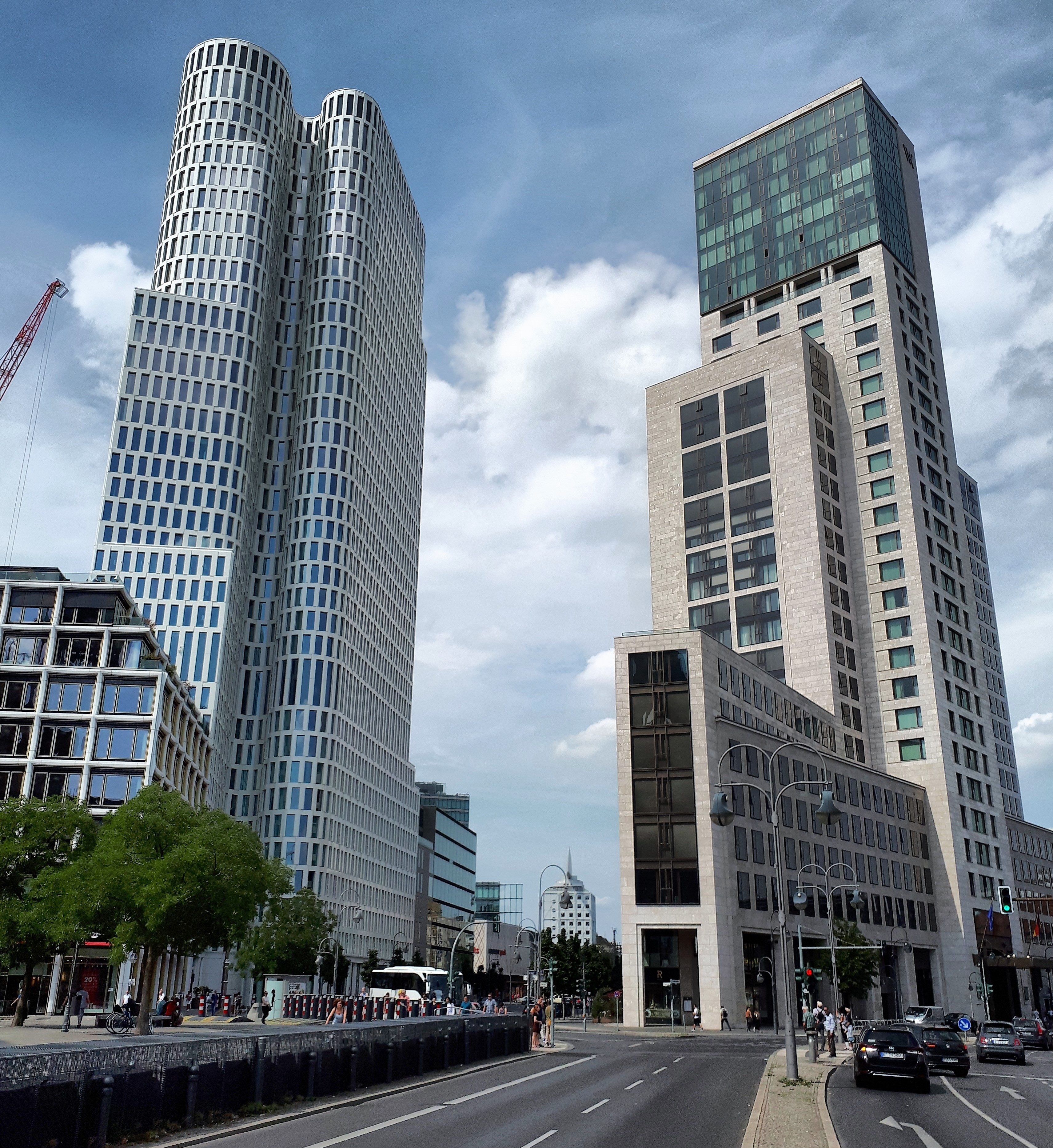
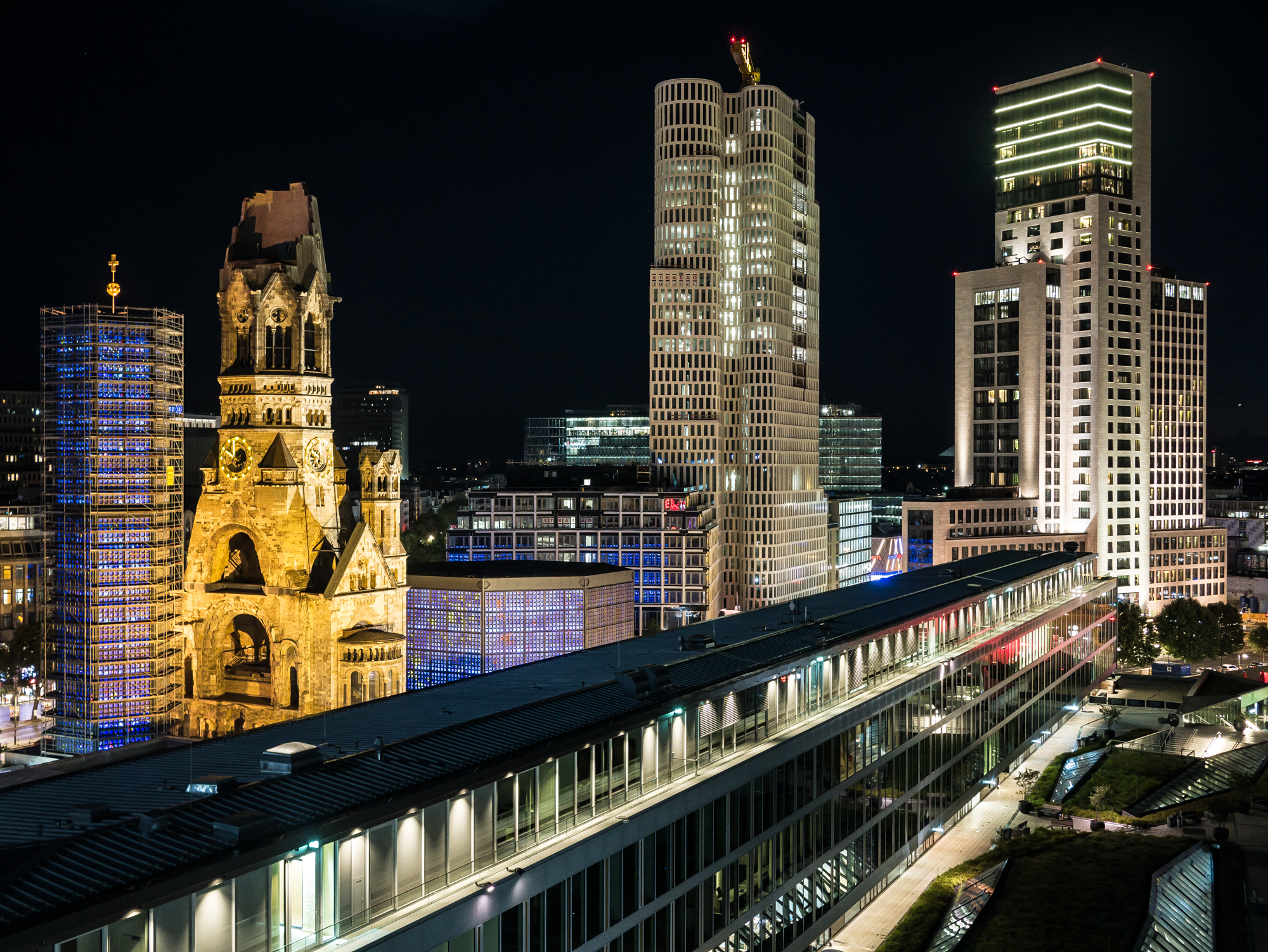